# Haralamb Vasiliu

Haralamb Vasiliu (n. 17 ianuarie 1880, satul Hoisești, comuna Dumești, județul Iași – d. 3 noiembrie 1953, Iași) a fost un agrochimist român, membru post-mortem al Academiei Române. A fost ctitorul învățământului agronomic superior în Moldova, fondând Facultatea de Agronomie din Iași și contribuind semnificativ la știința agrochimiei prin cercetări asupra structurii proteinelor, nutriției plantelor și animalelor, și fertilității solurilor.

## Biografie

### Copilărie și educație
Haralamb Vasiliu s-a născut într-o familie de țărani, Manole și Maria (Măndița) Vasiliu, în satul Hoisești, județul Iași. A urmat clasele primare la Podu Iloaiei, iar studiile secundare la prestigiosul Liceu Internat din Iași, unde s-a remarcat prin inteligență, disciplină și modestie. Rămas orfan de ambii părinți la 15 ani, a absolvit liceul în 1898 cu distincția „Medalia de aur”, numele său fiind înscris cu litere aurite pe lista absolvenților eminenți, alături de personalități precum Ioan Borcea, Eugen Lovinescu și Horia Hulubei.
La îndemnul profesorului Petru Poni, s-a înscris la Facultatea de Științe, secția fizico-chimice a Universității din Iași, obținând licența în 1901, și ulterior în matematici în 1902. Cu o bursă „V. Adamachi”, oferită prin sprijinul lui Petru Poni, a studiat la Academia Superioară de Agricultură din Hohenheim, Germania (1902–1905), unde a fost declarat cel mai valoros absolvent din ultimele 86 de generații, obținând 72% note „excepțional” și „foarte bine”. Apoi, a urmat specializarea în agrochimie la Universitatea din Breslau (azi Wrocław, Polonia), unde a obținut doctoratul în 1906 cu teza Noi cercetări asupra substanțelor mame ale acidului hippuric produs în corpul animal, apreciată cu „Magna cum laude”.

### Carieră profesională
Întors în țară în 1906, Haralamb Vasiliu a fost numit agregat suplinitor la disciplina chimie agricolă a Facultății de Științe a Universității din Iași, devenind profesor definitiv în 1909 și titular în 1916. A inițiat în 1907 un „curs liber” de științe agricole, susținut gratuit până în 1933, completat ulterior cu prelegeri de biologie generală susținute de profesori precum P. Bujor și A. Popovici. A condus ferma didactică de la Ezăreni, investind personal o sumă echivalentă cu prețul a 20 de perechi de boi, sumă parțial pierdută după devalorizarea din 1925.
Eforturile sale au dus la înființarea Secției de Științe Agricole în 1912, transformată în 1933 în Facultatea de Științe Agricole, transferată la Chișinău în clădirea Sfaturii Țării. Vasiliu a fost primul decan al Facultății de Științe Agricole din Chișinău (1933–1936; 1938–1940), care s-a transformat ulterior în Institutul Agronomic „Ion Ionescu de la Brad” din Iași (1948). A colaborat cu personalități precum A. Cardaș, C. Georgescu, Ștefan Popescu și Nicolae Florov.
A devenit membru titular al Academiei de Științe din România la 7 iunie 1942 și a fost ales membru post-mortem al Academiei Române la 13 noiembrie 1990.

## Activitate științifică

### Domenii de cercetare
- Structura tridimensională a proteinelor și contribuții la biochimie
- Rolul microelementelor (cupru, fosfor) în nutriția plantelor și animalelor
- Mișcarea apei în sol și fertilitatea solurilor
- Chimia alimentară și industrializarea produselor agricole
- Nutriția animalelor domestice și metode de producție agricolă

### Contribuții originale
- A emis ipoteza structurii tridimensionale a proteinelor (1928–1936), fiind considerat precursor al teoriei helix a lui Linus Pauling și R. Corey (Premiul Nobel, 1952). Lucrarea sa, publicată în Comunicările laboratorului de chimie agricolă (Chișinău, 1936), a fost confirmată în 1976 de profesorii germani A. Buthenand și P. Karlson.
- A demonstrat experimental „razelor vitale” ale organismelor vii, identificate ulterior ca efect Kirlian, prin impresionarea plăcilor fotografice cu radiații emise de rădăcini de fasole.
- A realizat, împreună cu Z. Huber, analize chimice ale furajelor din România (1911) și experiențe de câmp la Manzîr, Basarabia (1933–1940), privind mișcarea apei în sol și efectele îngrășămintelor.
- A propus metode inovatoare de industrializare, precum fermentarea tescovinei cu melasă și producerea zahărului din celuloză, anticipând soluții aplicate ulterior în Finlanda.
- A anticipat conceptul nutrețurilor combinate și al combinatelor de creștere a animalelor, propunând fabrici de porci și vite bovine bazate pe materiale celulozice.

### Metodologie și inovații
Vasiliu a combinat cercetarea teoretică cu experimentele practice, utilizând vase de vegetație și câmpuri experimentale. A fost un pionier în utilizarea microelementelor în agricultură și în studiul bioenergeticii plantelor, contribuind la fundamentarea agrochimiei moderne.

## Lucrări
Haralamb Vasiliu a publicat peste 50 de lucrări științifice, inclusiv tratate și articole originale.

### Cărți și tratate
- Neue Untersuchungen über die Muttersubstanzen der im Tierkörper erzeugten Hippursäure (1906, teză de doctorat)
- Nutrirea animalelor domestice și a omului (1933, Ed. a II-a, Tip. Goldner, Iași)
- Chimia agricolă, vol. I: Studiul substanțelor chimice în corpul plantelor și animalelor (1937, Tiparul Moldovenesc, Chișinău)
- Chimia agricolă, vol. II: Teoria nutriției plantelor agricole (1940, Tiparul Moldovenesc, Chișinău)
- Îmbunătățirea și organizarea agriculturii românești (1942, Institutul de Arte Grafice Brawo, Iași)

### Articole științifice
- „Asupra configurației moleculare a materiilor albuminoase, grase și hidraților de carbon” (1936, Comunicările laboratorului de chimie agricolă, Chișinău)
- „Mișcarea apei în sol la Manzîr” (1936–1940, Comunicările laboratorului de chimie agricolă, Chișinău)
- „Fermentarea tescovinei împreună cu melasă” (1936, Comunicările laboratorului de chimie agricolă, Chișinău)
- „Predezagregarea” (1938, Comunicările laboratorului de chimie agricolă, Chișinău)
- „Sur la propriété du phosphor d’émettre à rayon ultravioletes dans l’organisme animal et végétal” (1949, Bul. Politehnyque Gh. Asachi, Iași)

## Distincții
- Semnul Onorific „Răsplata Muncii pentru 25 ani în Serviciul Statului” (13 octombrie 1941)[1]
- Medalia de aur a Liceului Internat din Iași (1898)

## Contribuții suplimentare
- A propus conceptul „obștiilor agricole” ca unități colective de producție, înființând 30 de astfel de obștii în județul Iași (1932–1933), idee reluată în legea obștiilor agricole din 1942.
- A fost un pedagog dedicat, susținând financiar și moral studenții nevoiași, în special pe cei din Basarabia, și promovându-i pe criterii de efort și dedicație.
- A participat la comisia de echivalare a diplomelor de doctorat la Universitatea din Iași, colaborând cu personalități precum Gheorghe Ionescu-Șișești și Nicolae Florov.

## In memoriam
- În 2002, a fost emisă o medalie omagială cu efigia sa, alături de Agricola Cardaș și Neculai Zamfirescu, pentru a marca 90 de ani de învățământ agronomic la Iași.
- Aula Magna a Universitatea de Științe Agricole și Medicină Veterinară „Ion Ionescu de la Brad” din Iași poartă numele „Haralamb Vasiliu”.
- O statuie de bronz de 3 metri, pe un soclu de marmură de Rușchița, a fost dezvelită în 1999 în fața Grupului Școlar Agricol „Haralamb Vasiliu” din Podu Iloaiei.
- La Universitatea din Iași, chipul său este imortalizat pe cupola Aulei „Gh. Asachi” a Institutului Politehnic.
- A fost înființată Fundația Universitară pentru Sprijinirea Producătorilor Agricoli „Haralamb Vasiliu” la Iași.